# Penny McLean
Penny McLean (* 4. November 1946 als Gertrude Haberl in Klagenfurt; bürgerlich Gertrude Münzer) ist eine österreichische Sängerin und Autorin im Bereich Esoterik. Sie wurde in den 1970er Jahren mit der Gruppe Silver Convention wie auch als Solosängerin mit dem Song Lady Bump bekannt.

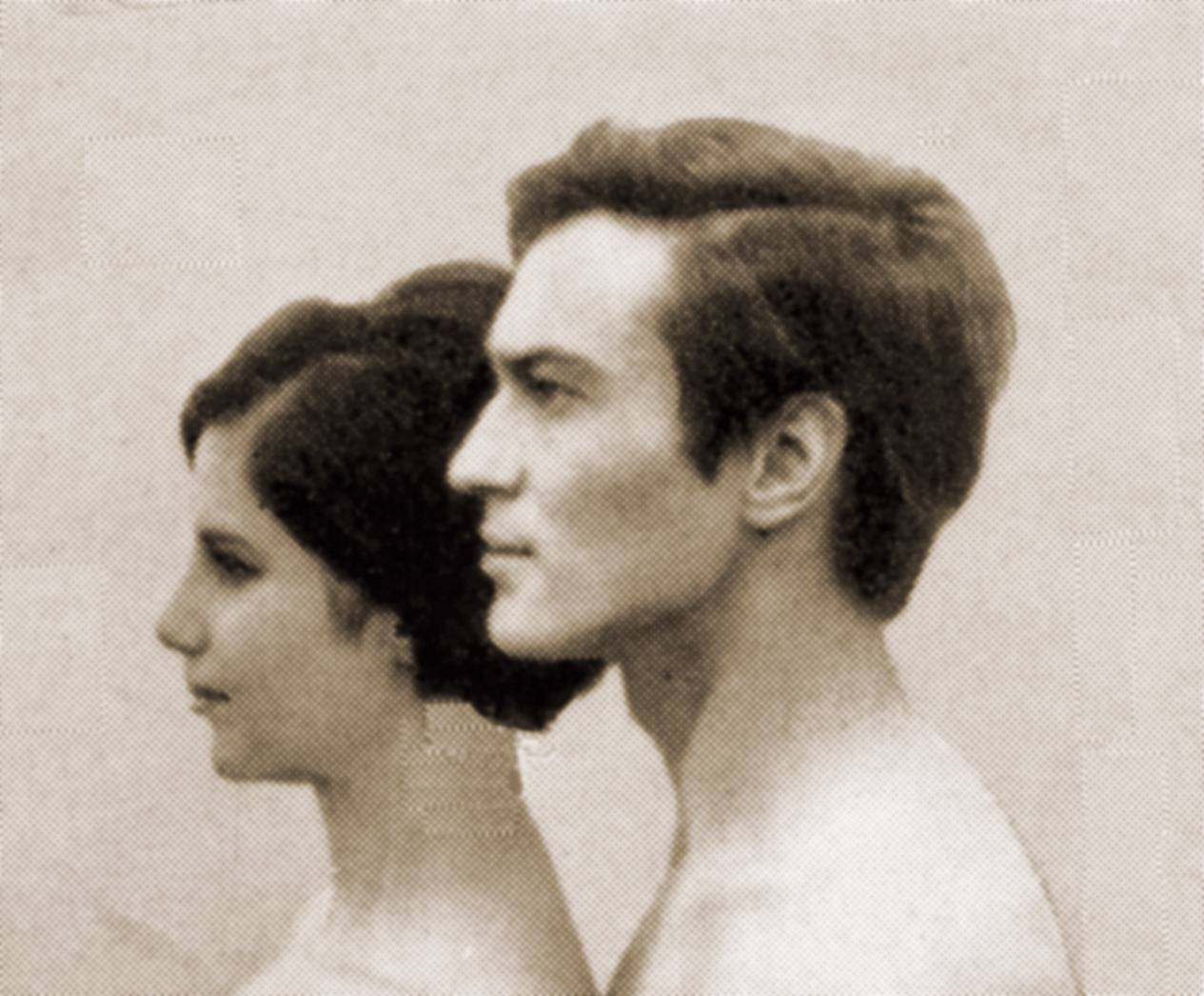
Holger & Tjorven, 1966

## Biografie
Sie wurde 1946 im kärntnerischen Klagenfurt geboren und wuchs bei ihrem Stiefvater auf, der Chefarzt an einer dortigen Nervenklinik war. Ihr leiblicher Vater Karl-Heinrich Wirschinger war Jurist und Ehrensenator in München. Nach ihrer musikalischen Ausbildung (Klavier, Flöte, Gitarre und Gesang) machte sie Mitte der 1960er Jahre eine Ausbildung zur Erzieherin in München. 1967 heiratete sie den Komponisten und Schauspieler Holger Münzer. Sie hat eine Tochter und lebt in Wien und in München.

### Karriere
1965 hatte sie unter ihrem bürgerlichen Namen Gertrude Wirschinger Solo-Auftritte, von 1966 bis 1969 trat sie zusammen mit ihrem Ehemann als Duo Holger & Tjorven auf. Das Repertoire bestand neben internationalen Folk-Songs und Chansons auch aus von ihrem Mann komponierten Liedern, mit Texten von z. B. Elisabeth Hauptmann (Enkelin von Gerhart Hauptmann) und Charly Niessen. Das Duo trat in Schwabinger Lokalen wie dem Schwabinger Nest, in der von Werner Finck wieder eröffneten Neuen Katakombe, im Simplizissimus, Bei Nowack und im Gisela sowie bei der Schwabinger Woche auf.
Neben drei Auftritten des Duos im Talentschuppen hatte sie Auftritte mit der Gruppe MTH-Singers (MTH = Münzer/Tjorven/Holger) und bundesweite monatliche Gastspiele mit Chansons und Schlagern in Diskotheken. 1972 wurde die Ehe geschieden und sie veröffentlichte als Barbi Münzer die Titel Bananendampferkapitän und Acapulcobanjopolka und weitere Singles als Barbra. Danach gründete sie die Band Penny Box, auch Penny Explosion, wovon sie ihren späteren Künstlernamen Penny McLean herleitete. Sie wurde anfangs von Charly Niessen produziert, Disco-Pionier Giorgio Moroder bot ihr einen Vertrag an. Stattdessen verschaffte der Produzent Michael Kunze ihr einen Plattenvertrag und kreierte das Duo Barbra & Helmut.

#### Durchbruch mit Silver Convention
Sie arbeitete dann in München als Backgroundsängerin und wurde 1975 Teil der Gruppe Silver Convention. Mit der Disco-Welle erreichte das Frauen-Trio mit Fly, Robin, Fly Platz 1 der US-amerikanischen Billboard-Charts (mehr als 1 Million verkaufte Platten in den USA) und konnte diesen Erfolg mit Get Up And Boogie wiederholen. Michael Kunze erhielt 1976 für seine Silver-Convention-Produktionen einen Grammy. Mit Telegram erreichte die Gruppe 1977 beim Eurovision Song Contest den 8. Platz. Danach ging der kommerzielle Erfolg zurück – ihre Mitglieder gingen eigene Wege. Gertrude Münzer sang unter dem Pseudonym Penny McLean solo. Insgesamt hat Penny McLean 18 Goldene Schallplatten erhalten.

#### Soloerfolge
1975 erschien Lady Bump; die Single erreichte Platz 1 der Hitparade und Goldstatus in Deutschland. Gleichzeitig verhalf sie damit dem Bump-Tanz für einige Jahre zum Status als Modetanz. Der Titel 1-2-3-4…Fire! wurde 1976 ein weiterer Top-Ten-Hit. Sie nahm weitere Singles wie Dance, Bunny Honey, Dance und Zwischen zwei Gefühlen (deutsche Version von Torn between Two Lovers) auf, doch nach 1977 konnte sie sich nicht mehr in den Charts platzieren. 1979 nahm sie mit dem Projekt Tut Ench Amun an der Luxemburger Vorentscheidung des Eurovision Song Contest teil.
Sie war danach vereinzelt als Schauspielerin zu sehen, etwa in The Fantasticks im Münchner Theater Am Einlaß. 1982 veröffentlichte Philips das von ihr zusammen mit Dieter Bohlen komponierte Lied Wenn die Träume Flügel kriegen; es erreichte einen Achtungserfolg.

#### Autorin und Referentin zu esoterischen Themen
Seit den 1980er Jahren veröffentlicht sie Bücher und hält Vorträge zu esoterischen Themen wie zu Schutzgeistern, Numerologie, Schicksal.

## Auszeichnungen für Musikverkäufe
| Goldene Schallplatte - Kanada - 1976: für die Single Lady Bump |

Anmerkung: Auszeichnungen in Ländern aus den Charttabellen bzw. Chartboxen sind in ebendiesen zu finden.
| Land/RegionAuszeichnungen für Musikverkäufe (Land/Region, Auszeichnungen, Verkäufe, Quellen) | Gold     | Platin | Verkäufe | Quellen           |
| -------------------------------------------------------------------------------------------- | -------- | ------ | -------- | ----------------- |
| Deutschland (BVMI)                                                                           | Gold1    | —      | 250.000  | musikindustrie.de |
| Kanada (MC)                                                                                  | Gold1    | —      | 75.000   | musiccanada.com   |
| Insgesamt                                                                                    | 2× Gold2 | —      |          |                   |

## Auszeichnungen
- 1975 und 1976 Silberner Bravo Otto

## Buchveröffentlichungen
- Kontakte mit deinem Schutzgeist, 1988, ISBN 3-8138-0139-X (Wiederveröffentlichungen: Gondrom, 2001, ISBN 3-8112-1313-X; Verlag Peter Erd, 2004, ISBN 3-8138-1018-6).
- Zeugnisse von Schutzgeistern, Erd, 1989, ISBN 3-8138-0142-X (Wiederveröffentlichungen: Gondrom, 2002, ISBN 3-8112-1314-8; Erd, 2004, ISBN 3-8138-1019-4).
- Einsamkeit ist eine Sehnsucht, Erd, 1990, ISBN 3-8138-0164-0.
- Adeline und die Vierte Dimension. Roman, Heyne, 1990, ISBN 3-453-03677-8 (Erd, 2002, ISBN 3-8138-0049-0).
- Alltag mit Schutzgeistern, Erd, 1991, ISBN 3-8138-0220-5 (Wiederveröffentlichungen: Gondrom, 2002, ISBN 3-8112-1315-6; Erd, 2004, ISBN 3-8138-1020-8).
- Ich bin mein Schicksal, Erd, 1994, ISBN 3-8138-0302-3.
- Das Geheimnis der 12. Stufe: Übungen des Einsiedlers, Erd, 1994, ISBN 3-8138-0311-2.
- Wir sind an deiner Seite, Heyne, 1996, ISBN 3-453-09553-7.
- Das unsichtbare Dritte: Das Geheimnis menschlicher Energiefelder, Lübbe, 1997, ISBN 3-404-70101-1.
- Numerologie und Schicksal, Hugendubel, 2000, ISBN 3-89631-380-0.
- Numerologie und Namen: Ihr Erfolg ist berechenbar, Hugendubel, 2001, ISBN 3-7205-2250-4 (Droemer Knaur, 2003, ISBN 3-426-87192-0).
- Der Schattenspringer, Erd, 2002, ISBN 3-8138-0459-3.
- Interview mit dem Schicksal, Knaur, 2003, ISBN 3-426-66672-3.
- Der wahre Prophet beantwortet alle Schicksalsfragen, Hugendubel, 2003, ISBN 3-7205-2430-2.
- Das Arbeitsbuch zur Numerologie, Hugendubel, 2004, ISBN 3-7205-2542-2.
- Schutzgeister - Vom Wesen und Wirken unserer Seelenbegleiter, Hugendubel 2006, ISBN 3-7205-2732-8.
- Das Geheimnis der Schicksalsrhythmen: Wie 7-Jahres-Schritte unser Leben bestimmen, Knaur, 2007, ISBN 3-426-66573-5.
- Lass los, was dich festhält: Von der Kunst, du selbst zu sein, Ansata, 2010, ISBN 978-3-7787-7432-8.
- Kein Kredit vom Universum!: Ein Kurs in bewusster Lebens- und Schicksalsgestaltung, Ansata, 2014, ISBN 978-3-7787-7494-6.
- Gestorben ist noch lang nicht tot. Was uns wirklich im Jenseits erwartet, Ansata, 2018, ISBN 978-3-7787-7495-3.